# Budkovský potok
Budkovský potok je pravostranný přítok Benešovského potoka v okrese Benešov ve Středočeském kraji. Délka toku činí 3,1 km.

## Průběh toku
Pramení jižně od Struhařova u silnice druhé třídy číslo 112. Pokračuje západním směrem, stáčí se na jihozápad. Pod vlakovou zastávkou Struhařov se do něj vlévají dva toky zleva. V Budkově vtéká do Budkovského rybníka, podteče pod silnicí a pokračuje na západ do Skalice. Na jejím západním okraji se vlévá do Benešovského potoka.

## Galerie

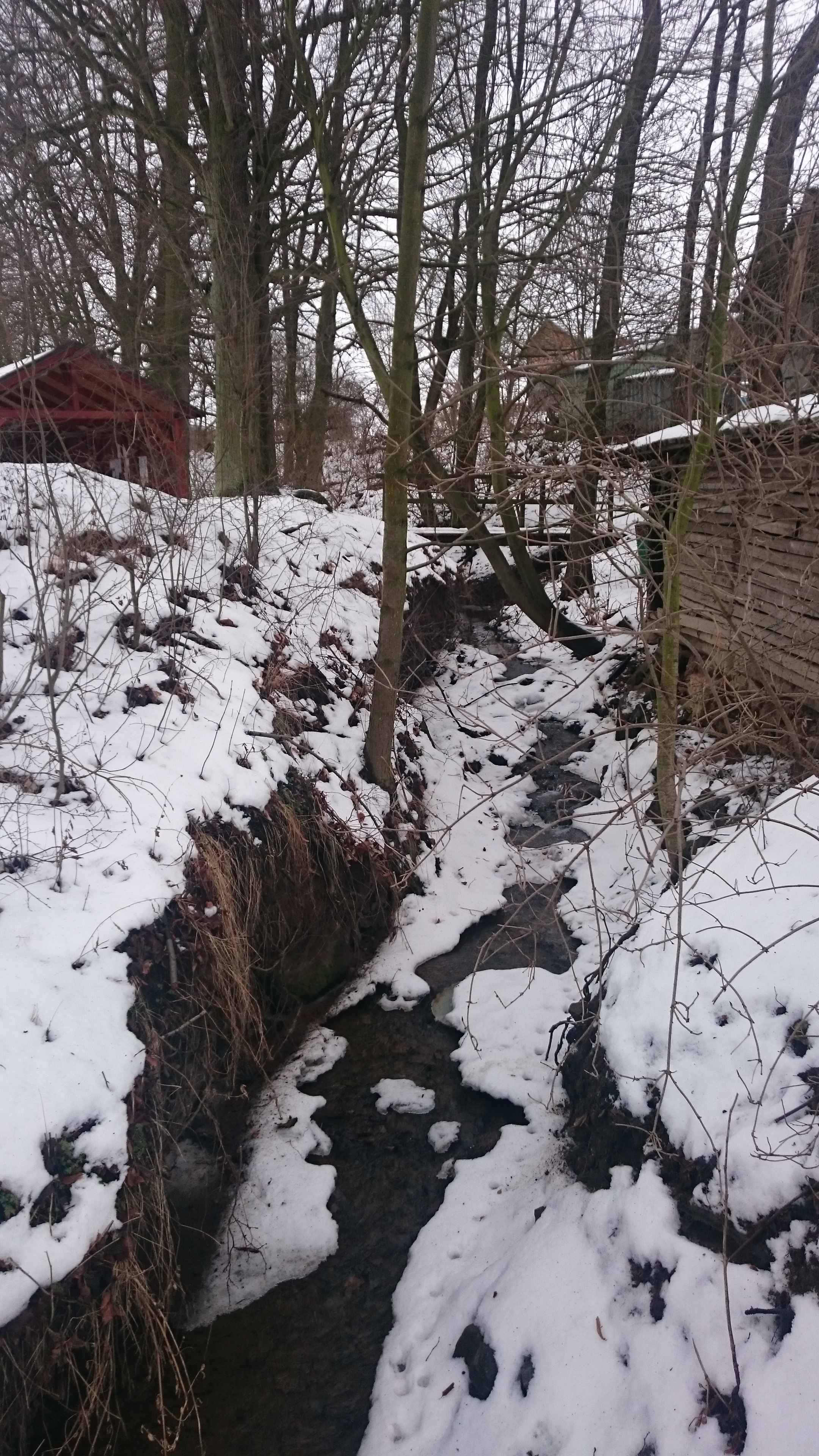
Ve Skalici
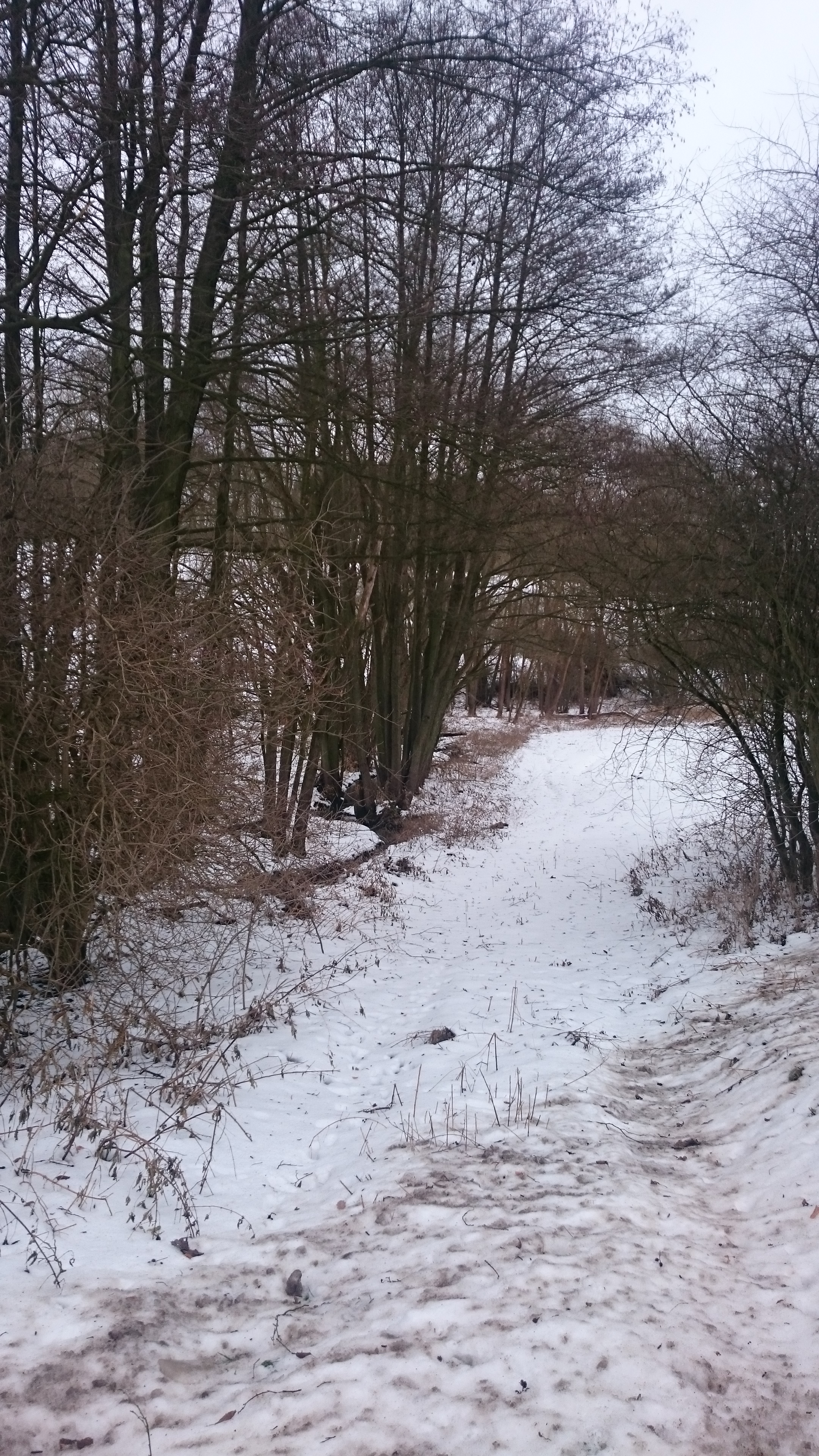
Před soutokem s Benešovským potokem